# ラ・ヴァレット＝デュ＝ヴァール
ラ・ヴァレット＝デュ＝ヴァール （La Valette-du-Var）は、フランス、プロヴァンス＝アルプ＝コート・ダジュール地域圏、ヴァール県のコミューン。

## 地理
トゥーロン都市圏に属し、トゥーロンの西に位置する。
ファロン山やクードン山のふもとにひろがる、現在は高度に都市化された小さな肥沃な谷に位置する。

## 歴史
銅器時代と青銅器時代にはすでに山中の洞窟に人が定住していた。ローマ侵攻前にリグリア人がオッピドゥムをつくっていた。
地元の学者たちは昔から、ローマ人がVallis Laetaのまちをつくったと唱えているが、おそらくそれは農場を中心としたヴィッラで、そのいくつかはオリーブ・オイル生産専用であった。
現在のラ・ヴァレットの位置に村がつくられたのは中世である。村はカストルムとなった。
1720年には黒死病が流行し村の人口の3割が失われた。17世紀から18世紀にかけて、毎回失敗に終わったトゥーロン攻略に巻き込まれ、失望した敵はヴァレットを荒らして火を放った。19世紀から第二次世界大戦後までのラ・ヴァレットは農業収入に依存する村だった。
アルジェリア独立戦争によって国を脱出したピエ・ノワールたちが帰国し、ラ・ヴァレットの人口が急増した。コミューン南部のラ・クピアーヌ地区に新たな住宅郡が建設された。

## 人口統計
| 1962年 | 1968年 | 1975年 | 1982年 | 1990年 | 1999年 | 2006年 |
| ------ | ------ | ------ | ------ | ------ | ------ | ------ |
| 6 949  | 11 194 | 14 745 | 18 296 | 20 687 | 21 739 | 22 067 |

source = Ehessと

## 姉妹都市
- ヴィリンゲン＝シュヴェニンゲン、ドイツ
- リエヴァン、フランス
- ボクシャ、ルーマニア
- ソンマ・ロンバルド、イタリア